# Chaerilus sejnai
Espèce
Chaerilus sejnai est une espèce de scorpions de la famille des Chaerilidae.

## Distribution
Cette espèce est endémique de l'île Tioman au Pahang en Malaisie.

## Description
Le mâle holotype mesure 16,6 mm et la femelle paratype 18,4 mm.

## Étymologie
Cette espèce est nommée en l'honneur de Vladimír Šejna.

## Publication originale
- Kovařík, 2005 : Two new species of the genus Chaerilus Simon, 1877 from Malaysia (Scorpiones: Chaerilidae). Euscorpius, no 26, p. 1-7 (texte intégral).